# Dansk Jødisk Museum
Dansk Jødisk Museum er et dansk selvejende museum beliggende på Slotsholmen i København, der har til formål at dokumentere de danske jøders ca. 400 år lange historie.
Museet blev indviet i juni 2004 og har til huse i Christian 4.s Galejhus fra 1622, der er en del af Det Kongelige Biblioteks gamle bygning. Museets udstillingslokaler er i lighed med Jüdisches Museum Berlin designet af den kendte polsk-tyske arkitekt Daniel Libeskind. Initiativet til museet blev taget i 1984, da Det mosaiske Troessamfund fejrede sit 300-års jubilæum. Museets første bestyrelse blev nedsat året efter, og i 2001 præsenterede Libeskind sit forslag til museet for bestyrelsen. 
Dansk Jødisk Museums samling består af kunst, genstande og arkivalier, der illustrerer de danske jøders bidrag til dansk kultur, kunst og erhvervsliv samt trossamfundenes særpræg. Museet er statsanerkendt af Kulturarvsstyrelsen med virkning fra den 1. januar 2011 og finansieres desuden af driftstilskud fra Københavns Kommune, bidrag fra fonde og private samt entréindtægter. 